# Annulus (matematik)
 For alternative betydninger, se Annulus. (Se også artikler, som begynder med Annulus)
I geometri er en annulus normalt et plant område begrænset af to koncentriske cirkler. Annulussen er homeomorf med en cylinderflade.